# 吾妻神社 (中之条町)
吾妻神社（あがつまじんじゃ）は、群馬県吾妻郡中之条町横尾にある神社。別名は和利宮（わりのみや）、旧社格は郷社、主祭神は大穴牟遅神。

## 概要
『神道集』巻6第34「上野国児持山之事」には、奈良時代ごろの話として、和利宮の創始について次のような話が載せられている。伊勢国阿野津の地頭・阿野権守保明の娘・子持御前は、加若次郎和理と夫婦であったが、伊勢国司・在間中将基成は子持御前に横恋慕し、讒言をして和理を下野国室の八嶋に流罪にしてしまった。基成は子持御前を手に入れるため阿野館へ押し寄せたが、鮃鮎（さもち）という魚を燃やして煙を立てて念仏を唱え、彼女は亡くなり葬儀をしていると偽ることで基成を退散させた。子の身代わりとなったことからこの魚を子代（コノシロ）と呼ぶのだという。子持御前は東国に下り、熱田明神、諏訪明神の助けを得て和理を救い出し、子持御前は子持明神、和理は見付山の和利明神となり、他の関係の者も各所の神になったという（吾妻七社明神）。また中之条町に残る「和利宮縁起」にも同様の話が伝わる。これらにあるように、古来は見付山（現在の嵩山）の麓の中之条町五反田に鎮座したとみられる。他方、割の宮という名から、備後国式内社・和理比売神社同様、条里制に関係して祭祀されたとの説もある。
五反田に鎮座した時代は神田氏が奉祀していたが、永享年間（1429年 - 1441年）に塩谷氏が自身の勢力圏である現在の伊勢町・伊勢宮北方の御手洗山に移し、小板橋氏を祠官としたとみられる。塩谷氏の居城は和利宮城といったが、和利宮城は尻高氏によって落城しているため、16世紀中頃に尻高氏によって現在地に遷座させられたものと考えられる。その後は真田氏の崇敬を受け、永禄7年（1564年）に真田幸隆、天正10年（1582年）に真田昌幸、天正18年（1600年）に真田信幸が社領を寄進しており、さらに寛永16年（1639年）に真田信政、明暦3年（1657年）に真田信澄も土地を寄進している。
明治41年（1908年）1月20日に、村社・山城神社（平）、村社・熊野神社（赤坂）、村社・北野神社（栃窪）をはじめとする名久田村の神社全てとその境内社を合祀した。それだけでなく尻高村（現・高山村）の神社も合祀されている。その結果、主祭神・大穴牟遅神のほかに32柱が合祀され、三峯社・伊弉諾命・駒形社・保食神・置玉社・大宮能売命・雷電社・大雷社と多くの境内社を有するに至った。とはいえ集落によっては吾妻神社まで遠かったため、大塚の諏訪神社などその後再度分祀された神社もある。
昭和初期に県社昇格運動が行われた結果、県社とはならなかったものの郷社に昇格した。

## 文化財
中之条町指定重要文化財
- 吾妻神社献額（額9面、武具4点）（平成6年12月1日指定[12]） - 算額1面、俳句額4面（文政6年、明治21年、明治26年、大正11年）、華道額2面（寛政4年、明治27年）、弓道額3面（明治15年、明治23年、明治28年）が奉納されている[13]。算額は明治11年（1878年）に伊勢町の本田半平政敬（剣持章行の弟子）が奉納したもので、林昌寺にある彼の墓は天元術の問題と答が刻まれている[14]。

## ギャラリー

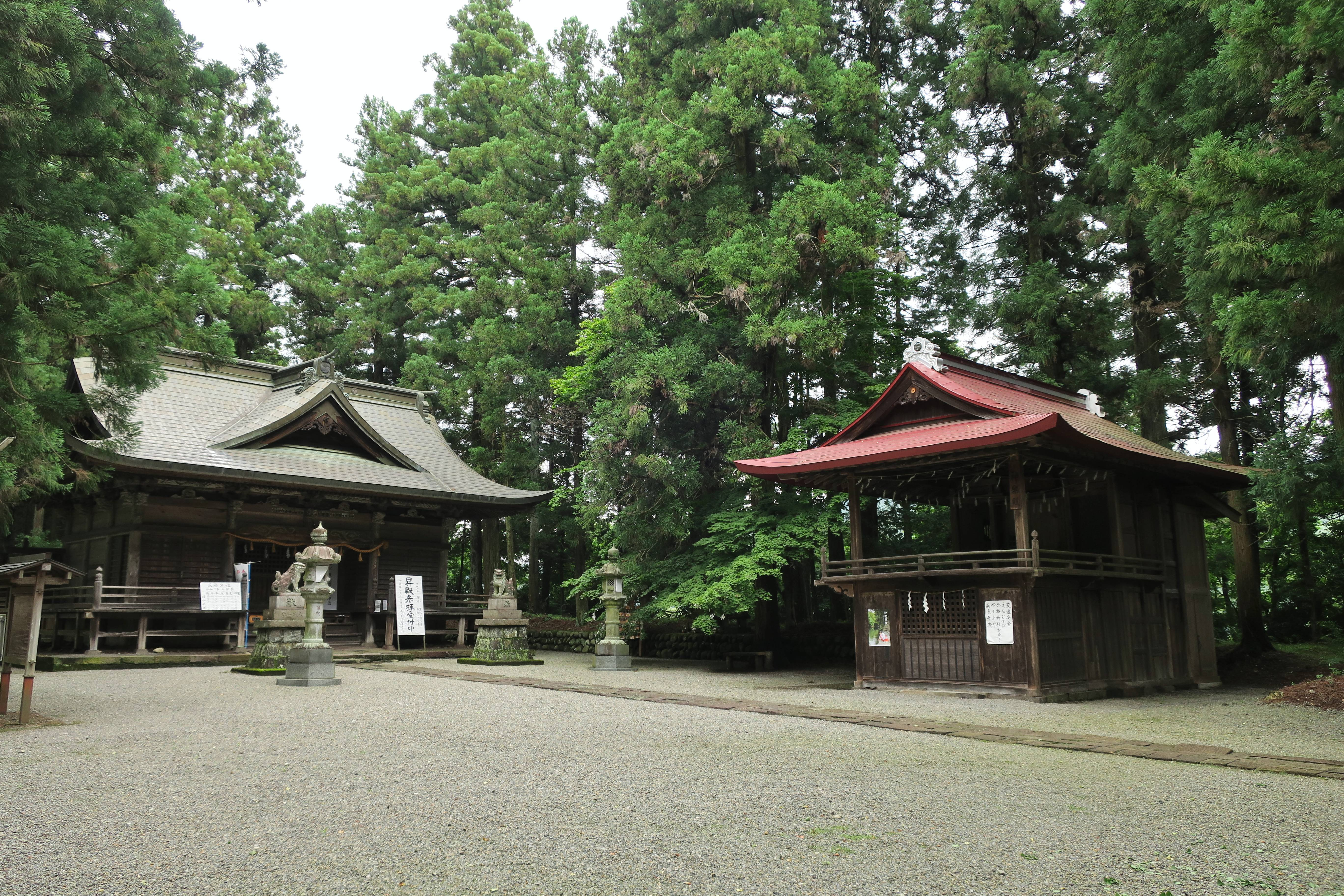
境内
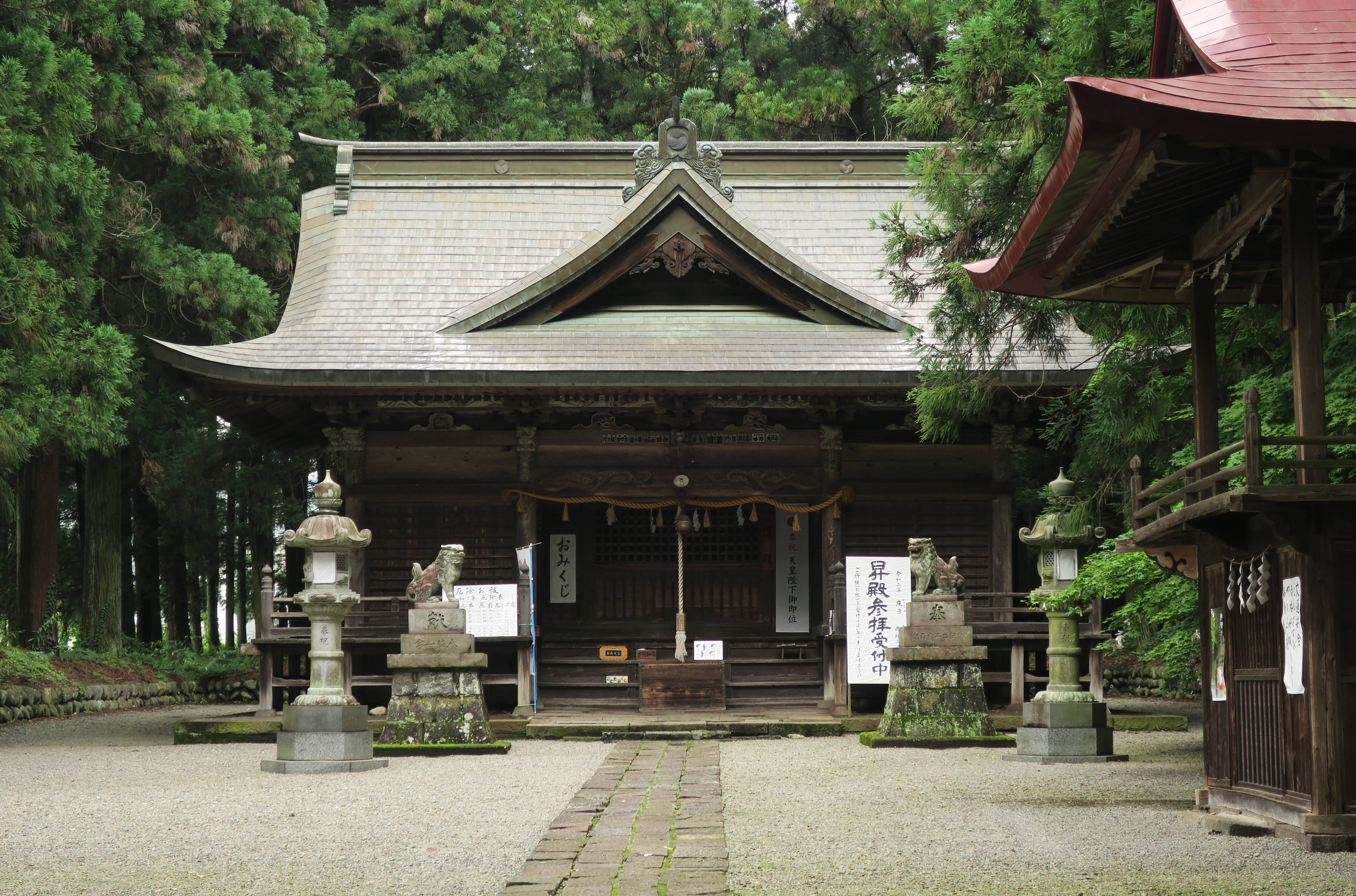
拝殿
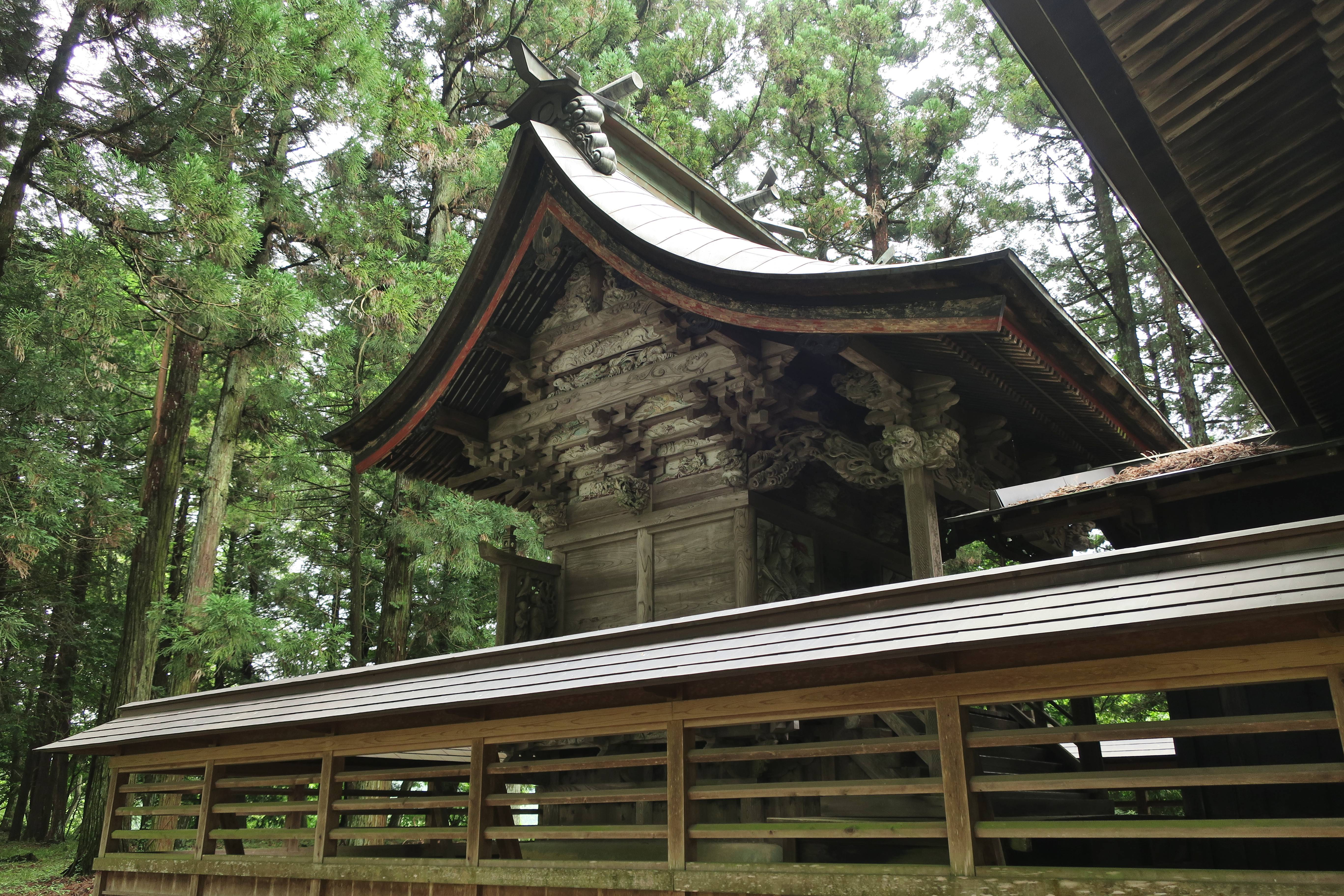
本殿
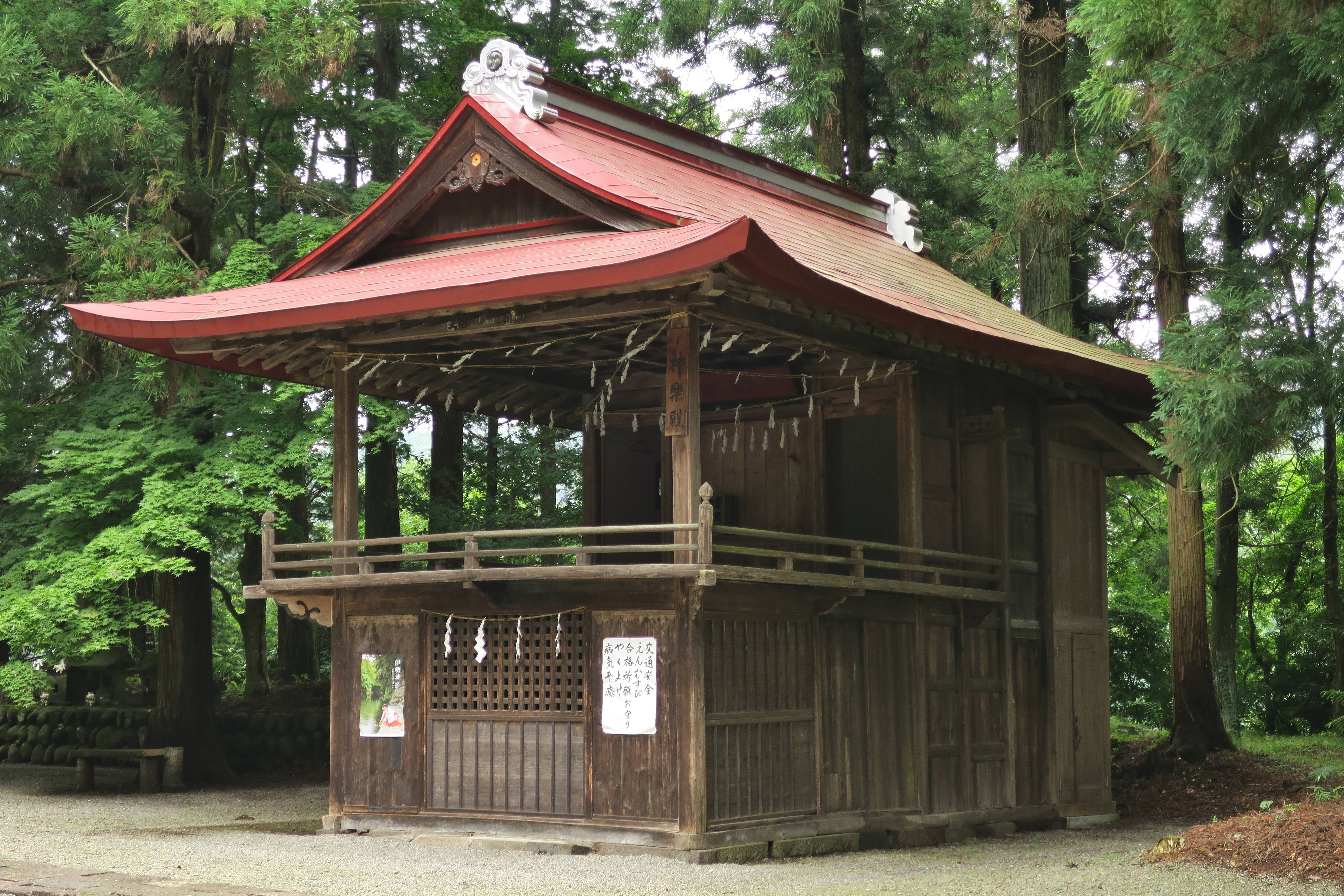
神楽殿
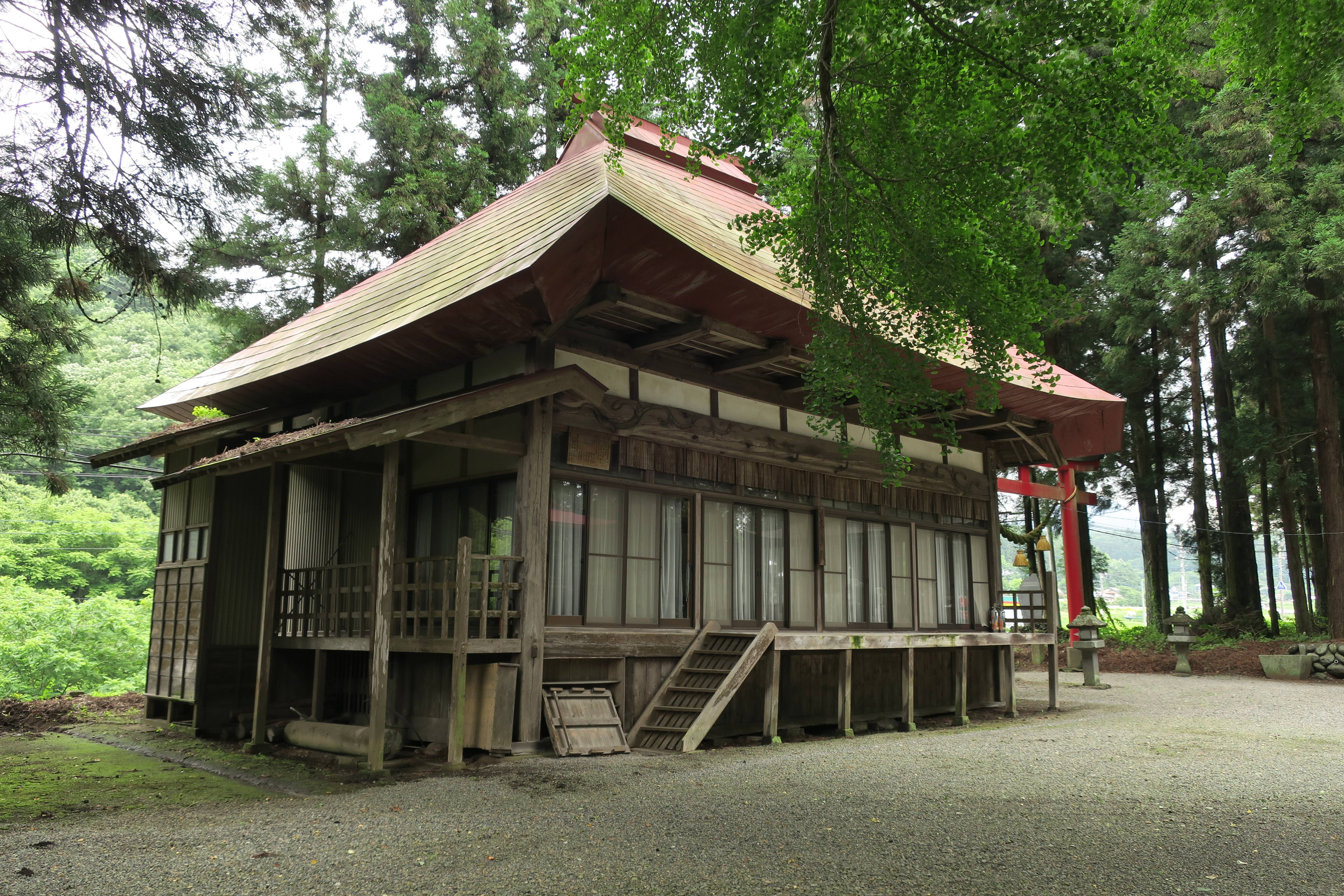
参集殿（農村歌舞伎舞台）
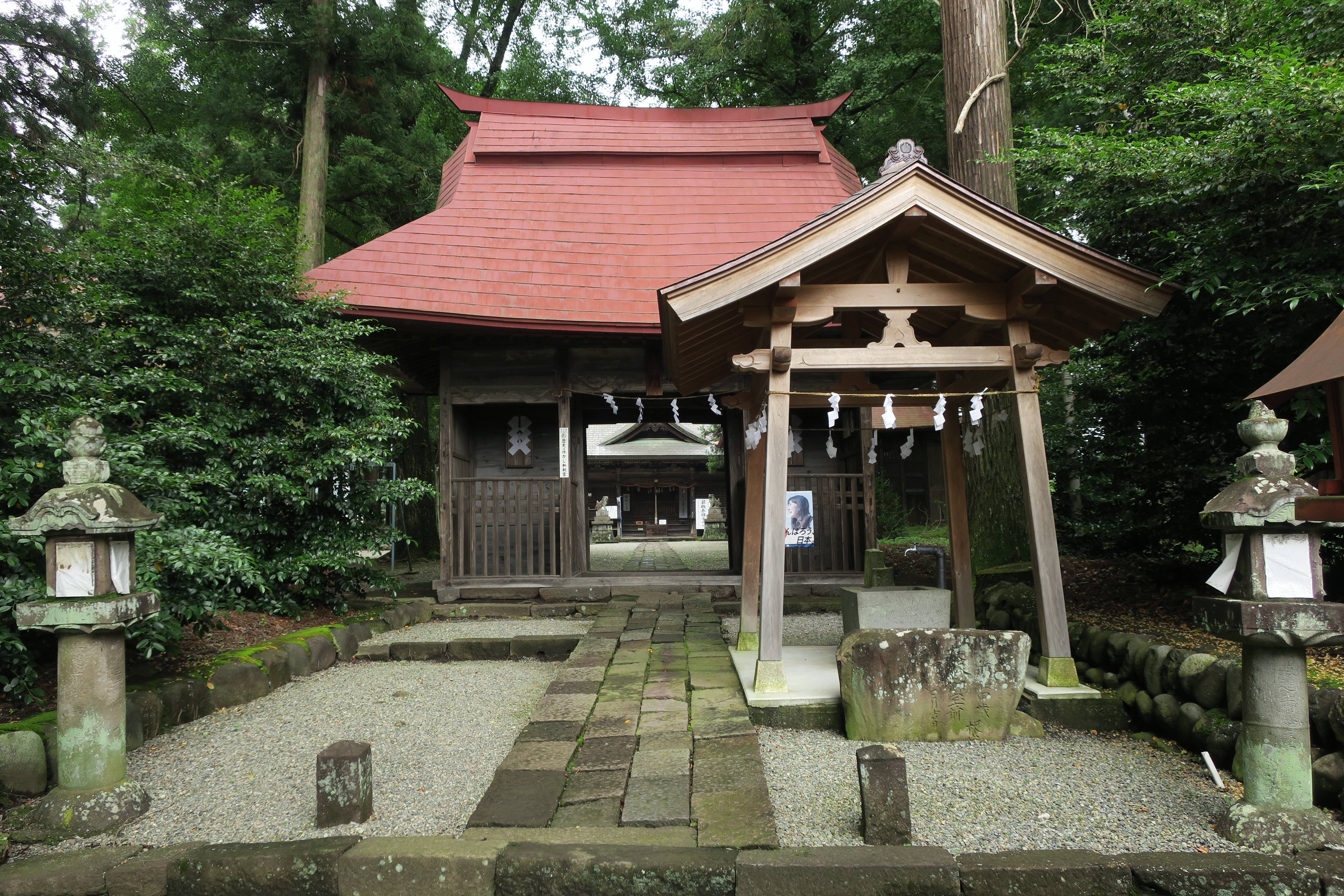
神門